# Plectocryptus intermedius
Plectocryptus intermedius är en stekelart som beskrevs av Per Abraham Roman 1913. Plectocryptus intermedius ingår i släktet Plectocryptus och familjen brokparasitsteklar. Inga underarter finns listade i Catalogue of Life.